# 6N2P

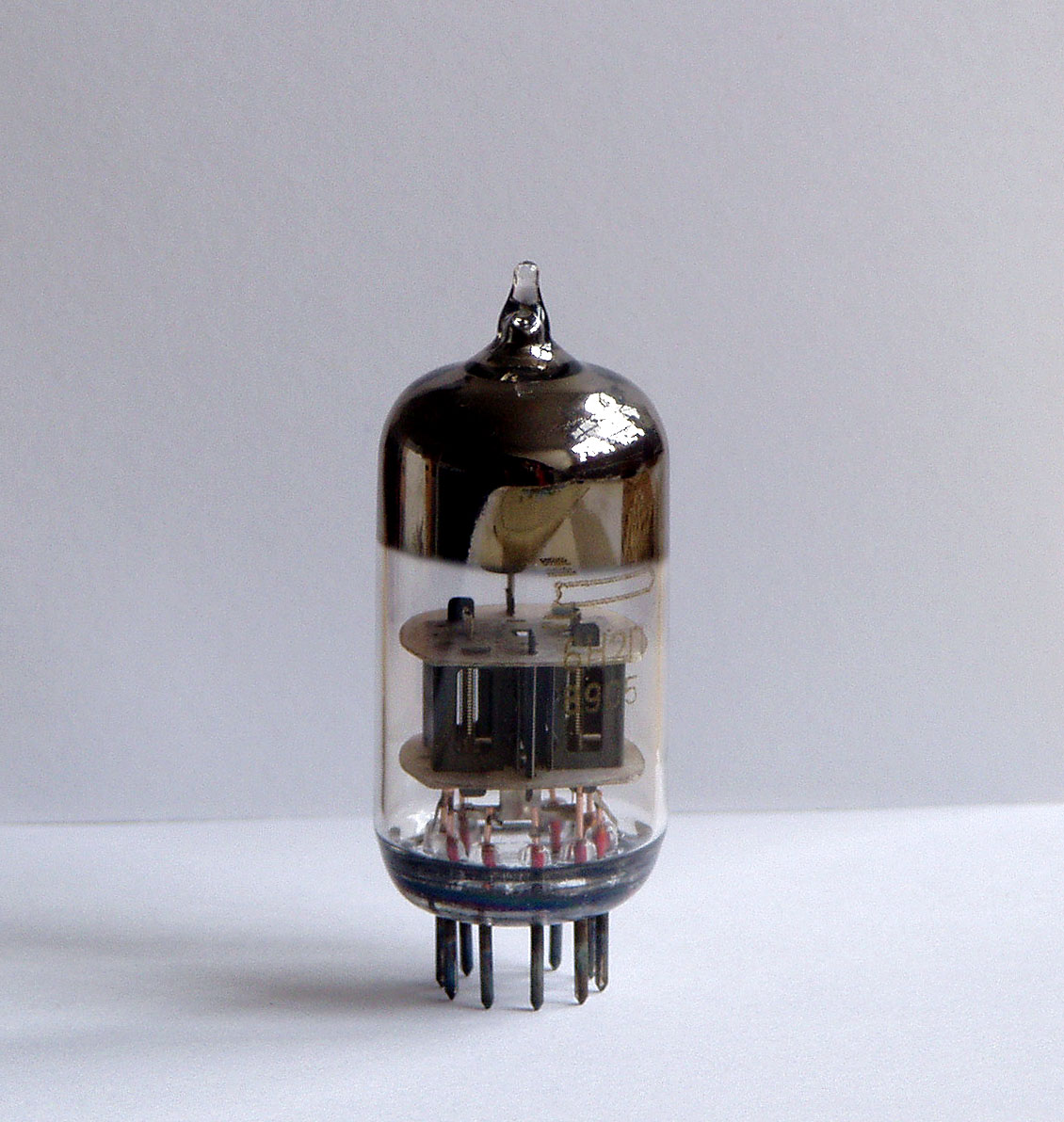
Audio-Doppeltriode 6N2P der Firma Voskhod

Die 6N2P (kyrillisch 6H2П) ist eine Miniatur-Doppel-Triode mit 9-poligem Noval-Sockel speziell für Niederfrequenz-Anwendungen.
Die Röhre ist besonders für Audioanwendungen konstruiert und ähnelt in ihren elektrischen Eigenschaften und der Sockelbeschaltung einer ECC83, ist aber wegen zweier Besonderheiten ohne Eingriff in die Verdrahtung der Röhrenfassung nicht mit dieser austauschbar:
Da die Heizfäden der beiden Triodensysteme intern parallel geschaltet sind bzw. keine Mittelanzapfung vorhanden ist, entfällt hier im Gegensatz zur ECC83 die Option einer Röhrenheizung mit 12,6 Volt, zudem befindet sich zwischen den Systemen ein Abschirmblech, wodurch eine höhere Übersprechdämpfung zwischen den beiden Trioden erreichbar ist.
Die Röhre war in der Sowjetunion weit verbreitet und wird noch heute in Russland (Kaluga, Fa. Voskhod) gefertigt. Sie hat eine hohe Lebensdauer und ausgezeichnete Qualitäten als Audio-Vorverstärker.